# 薩佐諾-巴拉尼夫卡
50°3′56″N 35°48′47″E / 50.06556°N 35.81306°E
薩佐諾-巴拉尼夫卡（烏克蘭語：Сазоно-Баланівка）是位於烏克蘭東部的村莊，由哈爾科夫州博霍杜希夫區的博霍杜希夫市鎮負責管轄。該村始建於1764年，面積0.95平方公里，海拔高度183米，2001年人口339。